# André Kudernatsch
André Kudernatsch (* 1970 in Wittenberg) ist ein deutscher Journalist und Autor.

## Leben
Kudernatsch studierte Journalistik, Theaterwissenschaft, Soziologie und Volkskunde. Anschließend absolvierte er ein Volontariat. Schon zur Zeit seines Studiums war er für den Rundfunk tätig. Kudernatsch arbeitete von 1992 bis 2016 als Journalist und Moderator bei MDR Figaro und dem Vorgänger MDR Kultur. Beim MDR moderierte er unter anderem auch die Kindersendungen von Figarino.
Seit 2016 ist er als Pressesprecher beschäftigt – zunächst bei der Stadt Jena, dann bei der Bundesgartenschau Erfurt 2021 gGmbH und bei der Handwerkskammer Südthüringen. Aktuell ist er Pressesprecher der Stadt Arnstadt.
Kudernatsch betrieb von 1998 bis 2008 eine eigene Bühnenshow namens „Kudernatschs Kautsch“ in Leipzig und Erfurt. In seiner Show traten prominente Gäste auf, darunter Dolly Buster, Roberto Blanco und Axel Schulz.
Seit 2010 tourt André Kudernatsch mit Lesungsprogrammen vorrangig durch Thüringen, in den letzten Jahren besonders in der Vorweihnachtszeit.

## Auszeichnungen
- 2002 Comedy-Cabinet-Preis für „Kudernatschs Kautsch“

## Werke
- 1995 „Nu reecht’s“ (Buch)
- 1997 „Gift im Tee“ (Buch)
- 1999 „Konservierte Kautsch“ (CD)
- 2000 „Suffis Welt“ (Buch)
- 2000 „Fischmus und Salamibrot“ (MC)
- 2002 „Generation Goldi“ (CD)
- 2004 „Hana Jensel: Zonenrinder. Das Original“ (CD)
- 2005 „Alles Wurscht. Reime gegen Käse“ (Buch)
- 2006 „Die Wurstplatte. Live bei Lasch“ (CD)
- 2007 „Rache ist Blutwurst“ (Buch)
- 2007 „Deadly Slippers – Der Tod auf Latschen“ (Roman)
- 2008 „Suffis Welt“ (Neuauflage)
- 2008 „Der Pantoffelpirat“ (Kinderbuch)
- 2009 „Der Pantoffelpirat“ (CD)
- 2010 „Das Beste an Erfurt ist die Autobahn nach Jena“ (Kolumnen)
- 2012 „Dieser Zug hält nicht in Weimar“ (Kolumnen)
- 2014 „Heute im Angebot: Wurstgedichte“ (Geschenkbüchlein)
- 2014 „Suffis Welt“ (Erweiterte und illustrierte Neuauflage)
- 2016 „Ich hab’s im Hermsdorfer Kreuz“ (Kolumnen)
- 2018 „Auweia, Weihnachten!“ (Weihnachtsbuch)
- 2019 „Auweia, Weihnachten!“ (Hörbuch-CD)
- 2021 „Du wirst nicht alt im Thüringer Wald“ (Kolumnen)
- 2023 Das Kudernatsch Kompott. Jetzt geht's ans Eingemachte (Best of)
- 2025 Das kannst du voll vergessen! Ein Demenz-Report (Roman)